# إينتشة صلاح عليا (تشالدران)
إينتشة صلاح عليا (بالفارسية: اینچه‌صلاح علیا) هي قرية تقع في أذربيجان الغربية في إيران. يقدر عدد سكانها بـ 79 نسمة .